# Gênesis 1:3
Gênesis 1:3 é o terceiro versículo do primeiro capítulo de Gênesis, que é o primeiro livro da Bíblia Hebraica ou Bíblia cristã. Contém relatos da criação da luz de Deus. Na Bíblia em português, este versículo é exibido como a segunda frase em Gênesis, após o final da primeira frase no versículo 2.
| “ | Disse Deus: "Haja luz;" e houve luz. Gênesis 1:3 (Tradução Brasileira) | ” |

## Língua Antiga

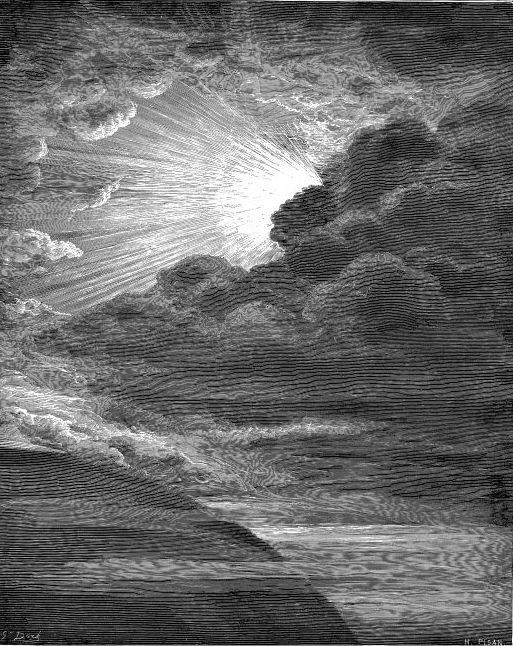
Creation of Light ("Criação da Luz"), por Gustave Doré

### Língua hebraica
Texto massorético
(da direita para a esquerda)::ויאמר אלהים יהי אור ויהי־אור׃
Transliteração
(da esquerda para a direita): Wa-yō-mer ’ĕ-lō-hîm yə-hî ’ō-wr way-hî-’ō-wr.
Tradução literal:
Disse Deus: "Haja luz;" e houve luz.

### Língua grega
Septuaginta
καὶ εἶπεν ὁ θεός γενηθήτω φῶς καὶ ἐγένετο φῶς
Transliteração
kaì ehîpen ho Theós genethéto phõs hegéneto phõs
- Manuscritos antigos que contêm este versículo em grego são versões da Septuaginta que foram feitas por volta do século III a.C. As cópias preservadas incluem Papiro 12 (~ 285 d.C.), que contém Gênesis 1:1–5.

### Língua latina
Vulgata (século IV d.C)
dixitque Deus fiat lux et facta est lux

## Língua portuguesa

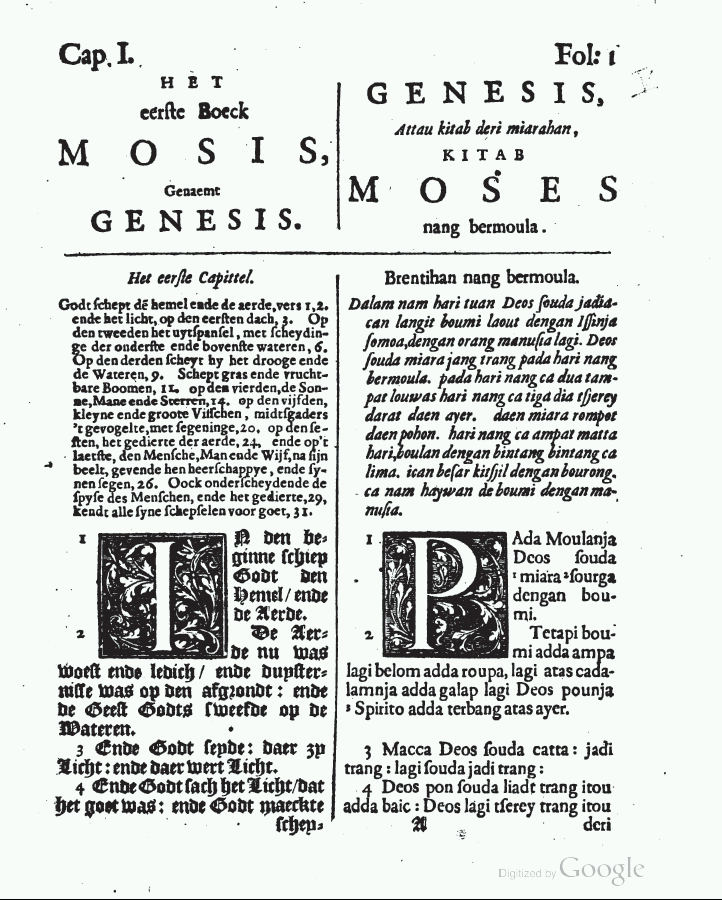
Gênesis 1, que foi traduzido pela primeira vez em malaio pelo Pr. Daniel Brouwerius (1662)

| Versão                              | Gênesis 1:3                          |
| ----------------------------------- | ------------------------------------ |
| Tradução Brasileira (1917)          | Disse Deus: "Haja luz;" e houve luz. |
| Biblia Reina-Valera (1997)          | E disse Deus: Haja luz; e houve luz. |
| Almeida Revista e Atualizada (1999) | Disse Deus: Haja luz; e houve luz.   |
| Almeida Corrigida Fiel (1994)       | E disse Deus: Haja luz; e houve luz. |
| Almeida Revista e Corrigida (2001)  | E disse Deus: Haja luz. E houve luz. |

## Língua estrangeira

### Inglês
Bíblia do Rei Jaime (1610)
And God said, Let there be light: and there was light.

### Língua indonésia
BIS (1985)
Allah berkata, "Jadilah terang!" Lalu ada terang.

## Análise
A frase "Haja luz" em várias línguas é frequentemente usada como lema, especialmente a versão latina fiat lux, para muitas instituições educacionais em que "luz" é usada como metáfora do "conhecimento", por exemplo, na Universidade da Califórnia. Essa frase também é usada no canto, incluindo o coro do hino de John Mariott sobre a Criação, "Thou, Whose Almighty Word."

### Com uma palavra
Agostinho de Hipona, em seus escritos Cidade de Deus, vê esse versículo como indicando "Deus não apenas criou o mundo, mas também o criou com a Palavra." (Firman = palavra) A frase "haja luz" é a primeira Palavra de Deus na Bíblia. Em latim, a frase "haja luz" é "fiat lux", e a imagem da criação com o comando produz a frase teológica "creation by fiat" ("Criação por fiat"). Peter Kreeft escreve que Deus "apenas diz (= fala) ... e isso acontece".
Gerhard von Rad vê essa implicação como "a diferença mais radical entre um Criador e uma criatura. A criação não pode ser vista como uma "emanação" de Deus; não é um fluxo ou reflexo de Sua natureza, ou seja, a natureza de Sua divindade, mas antes o resultado de Sua vontade pessoal".

### Luz
A palavra hebraica para "luz" (= claridade, iluminação) é אור (o·wr [or]) que se refere às ondas de energia brilhante que primeiro vieram à Terra. Deus então coloca "objetos de iluminação" (hebraico: מָאוֹר, ma'or, forma plural: מארת, mə·’ō·rōṯ, literalmente, "o portador da luz", (Gênesis 1:14) no horizonte como gerador permanente e reflexo das ondas de luz. O principal objetivo das luzes é ser um sinal da estação, dia e ano (Gênesis 1:5,14).
São Basílio enfatiza o papel da luz na beleza do universo, como Santo Ambrósio, que escreveu: "Mas o bom autor diz a palavra 'luz' para que ele possa expressar este mundo através de injeções de brilho nele, de modo a tornar seus aspectos mais bonitos".
Essa luz é descrita como sendo criada antes de sol, lua e estrela - estrelas, que só apareceram no quarto dia da criação (Gênesis 1:14-19). Em várias interpretações judaicas, a luz criada aqui é "luz primordial" (primordial light), que é diferente (e mais brilhante) que o sol. A luz também foi interpretada metaforicamente, e está associada ao Salmo 104 (um "poema da criação" ("poem of creation")), onde Deus é descrito como se envolvendo em luz.
Vários escritores viram a relação entre esse versículo e o Big Bang em cosmologia física.

## Tradições judaicas
Este versículo faz parte da Leitura semanal da Torá que é chamada Bereshit (Gênesis 1:1-Gênesis 6:8).

## Tradição britânica
A frase divina "fiat lux" neste versículo "produziu uma forte influência sobre a tradição da poesia em inglês." Exemplos incluem linhas de trabalho de John Dryden
"Thus Britain's Basis on a Word is laid, / As by a word the World itself was made."